# Gordonia brandegeei
Gordonia brandegeei là một loài thực vật có hoa trong họ Theaceae. Loài này được H.Keng mô tả khoa học đầu tiên năm 1980.